# Kleine Tulln
 (septembre 2014).
Si vous disposez d'ouvrages ou d'articles de référence ou si vous connaissez des sites web de qualité traitant du thème abordé ici, merci de compléter l'article en donnant les références utiles à sa vérifiabilité et en les liant à la section « Notes et références ».
La Kleine Tulln est une rivière autrichienne de 24 km de long qui coule dans le land de Basse-Autriche. Elle est un affluent du Große Tulln, donc un sous-affluent du Danube.

## Traduction
- (de) Cet article est partiellement ou en totalité issu de l’article de Wikipédia en allemand intitulé « Kleine Tulln » (voir la liste des auteurs).